# Chicago Bulls 2001-2002
La stagione 2001-02 dei Chicago Bulls fu la 36ª nella NBA per la franchigia.
I Chicago Bulls arrivarono ottavi nella Central Division della Eastern Conference con un record di 21-61, non qualificandosi per i play-off.

## Roster
| N° | Naz.                   | Ruolo | Sportivo        | Anno | Alt. | Peso |
| -- | ---------------------- | ----- | --------------- | ---- | ---- | ---- |
| 1  | Stati Uniti (bandiera) | G     | Jamal Crawford  | 1980 | 198  | 84   |
| 2  | Stati Uniti (bandiera) | C     | Eddy Curry      | 1982 | 211  | 129  |
| 3  | Stati Uniti (bandiera) | C     | Tyson Chandler  | 1982 | 216  | 107  |
| 5  | Stati Uniti (bandiera) | GA    | Ron Mercer      | 1976 | 201  | 95   |
| 5  | Stati Uniti (bandiera) | GA    | Jalen Rose      | 1973 | 203  | 95   |
| 6  | Stati Uniti (bandiera) | G     | Travis Best     | 1972 | 180  | 83   |
| 11 | Stati Uniti (bandiera) | G     | A.J. Guyton     | 1978 | 185  | 82   |
| 12 | Stati Uniti (bandiera) | G     | Kevin Ollie     | 1972 | 193  | 88   |
| 15 | Stati Uniti (bandiera) | A     | Ron Artest      | 1979 | 198  | 111  |
| 20 | Stati Uniti (bandiera) | G     | Fred Hoiberg    | 1972 | 193  | 92   |
| 21 | Stati Uniti (bandiera) | A     | Marcus Fizer    | 1978 | 206  | 119  |
| 22 | Stati Uniti (bandiera) | G     | Trenton Hassell | 1979 | 196  | 91   |
| 31 | Stati Uniti (bandiera) | G     | Norm Richardson | 1979 | 196  | 86   |
| 32 | Stati Uniti (bandiera) | GA    | Eddie Robinson  | 1976 | 203  | 95   |
| 34 | Stati Uniti (bandiera) | AC    | Charles Oakley  | 1963 | 203  | 102  |
| 40 | Stati Uniti (bandiera) | C     | Brad Miller     | 1976 | 211  | 111  |
| 44 | Croazia (bandiera)     | C     | Dalibor Bagarić | 1980 | 216  | 116  |
| 50 | Stati Uniti (bandiera) | G     | Greg Anthony    | 1967 | 183  | 80   |

## Staff tecnico
- Allenatori: Tim Floyd (4-21) (fino al 24 dicembre)[1], Bill Berry (0-2) (dal 24 al 28 dicembre)[2], Bill Cartwright (17-38)
- Vice-allenatori: Bill Cartwright (fino al 28 dicembre), Bill Berry (fino al 24 dicembre e dal 28 dicembre), Phil Johnson, Norm Ellenberger, Pete Myers (dal 28 dicembre)
- Preparatore atletico: Fred Tedeschi
- Assistente preparatore atletico: Eric Waters
- Preparatore atletico: Erik Helland
- Assistente preparatore fisico: Jeff Macy